# Ježek Sonic (anime)
Ježek Sonic (japonsko ソニック★ザ★ヘッジホッグ, Soniku za Hežogu; angleško Sonic the Hedgehog) je dvodelni japonski anime iz leta 1996. Za mednarodno izdajo sta bili epizodi združeni v en animiran film. Za angleške medije je bil film prva risanka, kjer glasu Sonicu ni posodil Jaleel White.

## Zgodba

### Prvi del
Sonic prejme obvestilo, da ga potrebujejo v predsedniški palači. Ko Sonic in Tails prispeta na dogovorjeni kraj ugotovita, da je dr. Robotnik ugrabil predsednika in njegovo hči Saro.
Robotnik pojasni, da bo predsednika in Saro izpustil, ko bo Sonic opravil nalogo, ki mu jo bo Robotnik dodelil. Sonic privoli in Robotnik pojasni, da je njegovo mesto, Robotropolis, zavzel Kovinski Robotnik in ga izgnal. Kovinski Robotnik je nato pokvaril električni generator, ki nenehno proizvaja energijo za mesto. Robotnik pojasni, da bo generator v primeru, da se ga ne ustavi, povzročil strahotno eksplozijo, ki bo uničila planet.
Tails od Robotnika prejme zapestni navigator, ki dvojico pripelje do Robotropolisa po najkrajših poteh, ki pa so polne nevarnih pasti. Tails in Sonic se kmalu znajdeta v Starodavnih ruševinah (angleško Ancient Relics), kjer se spopadeta s Kovinskim Robotnikom. Med bojem dvojici na pomoč priskoči mimoidoči Knuckles. S skupnimi močmi premagajo Kovinskega Robotnika in se odpravijo proti Robotropolisu.

### Drugi del
Tails, Knuckles in Sonic prispejo v Robotropolis. Sonicu pravočasno uspe ustaviti generator. Nenadoma ga obda zelena svetloba in ostane povsem negiben. Učinek kmalu popusti in na obzorju opazijo mogočno postavo, Kovinskega Robotnika. Ta se povsem poškodovan zruši na tla, na dan pa se prikažeta Robotnik in Sara. Robotnik vsem prisotnim predstavi svoj najnovejši izum, Kovinskega Sonica, robota ustvarjenega z vsemi Sonicovimi lastnostmi, z izjemo mišljenj. Robotnik s Saro odide in Kovinskemu Sonicu prepusti, da opravi s trojico.
Kovinski Sonic se izkaže za sposobnejšega od pravega Sonica, ki je na koncu bitke povsem utrujen. Tails in Knuckles že pred tem zapustita Robotropolis in se v letalu Tornadu odpravita domov.
Zjutraj je predsednik že obveščen o vseh dogodkih. Sonic se odloči poiskati Kovinskega in dokončati bitko. Med spopadom se Sonic in Kovinski Sonic znajdeta na severnem tečaju, najbolj krhki točki planeta, kjer se nahaja ledenik, ki povezuje kontinente.
Tails svoj zapestni navigator preuredi in z njim poskuša nadzirati delovanje Kovinskega Sonica. Tako Sonicu uspe precej poškodovati Kovinskega Sonica.
V nekem trenutku na severni tečaj v svoji raketi prispe predsednik, ki se z vozilom zaleti v del ledenika. Vname se požar in predsednik je v smrtni nevarnosti. Sonic, ki se je za nekaj časa znebil Kovinskega Sonica se odpravi pomagati ponesrečencu. Raketa izgine v plamenih, iz oblaka dima pa se dvigne Kovinski Sonic s predsednikom v rokah. Predsednik je rešen, Kovinski pa zatem pade v lavo. Sonic skoči za njim in mu ponudi roko, katero Kovinski Sonic zavrne rekoč: "Samo en Sonic obstaja..."

## Zasedba
- Martin Burke kot Ježek Sonic[5]
- Lainie Frasier kot Miles "Tails" Prower[6]
- Bill Wise kot Kljunati ježek Knuckles[7]
- Edwin Neal kot dr. Robotnik in predsednik[8]
- Gary Dehan kot Kovinski Sonic[9]